# JEWEL SONG/BESIDE YOU -僕を呼ぶ声-
「JEWEL SONG／BESIDE YOU -僕を呼ぶ声-」（ジュエル・ソング／ビサイド・ユー ぼくをよぶこえ）は、BoAの9枚目のシングル。2002年12月11日にavex traxから発売された。

## 概要
前作「奇蹟／NO.1」から3ヶ月ぶりのシングル作品。2002年は、「LISTEN TO MY HEART」から、通算6枚のシングル作品を発表した。前作より売上は上昇している。

## 収録曲
1. JEWEL SONG
  - 作詞：渡辺なつみ／作曲：原一博／編曲：原一博、村山達哉
2. BESIDE YOU -僕を呼ぶ声-
  - 作詞：渡辺なつみ／作曲：BOUNCEBACK／編曲：h-wonder
3. JEWEL SONG（Instrumental）
4. BESIDE YOU -僕を呼ぶ声-（Instrumental）

## タイアップ
JEWEL SONG
- テレビ朝日系ドラマ『イヴのすべて』主題歌

BESIDE YOU -僕を呼ぶ声-
- テレビ東京系アニメ『アソボット戦記五九』オープニングテーマ